# ویزای جی-۲
ویزای جی-۲ (به انگلیسی: J-2 visa) ویزایی است غیر مهاجرتی که برای بستگان (همسر و فرزندان) اساتید دانشگاه و پژوهشگرانی که برای دوره فرصت مطالعاتی و اقامت کوتاه مدت چند ساله به آمریکا با ویزای جی-۱ مسافرت می‌کنند، توسط سفارت آمریکا صادر می‌شود.

## اجازه کار و تحصیل
امکان تحصیل و کار برای دارنده ویزای جی-۲ در صورت کسب مجوزهای لازم، وجود دارد.